# 达乌拉特普尔 (马尼格甘杰县)
达乌拉特普尔，是孟加拉国达乌拉特普尔乌帕齐拉的一个城鎮。1989年，当地受到达乌拉特普尔-萨图利亚龙卷风袭击死伤巨大。